# Satin Doll Productions
Satin Doll Productions ist ein unabhängiges deutsches Musiklabel, das seit 1991 besteht und sich auf Jazz spezialisiert hat. Es „möchte den Jazz in Baden-Württemberg fördern, den Musikern eine Plattform bieten und Veröffentlichungen ermöglichen in einer Zeit, in der die meisten nur nach Charts, nach schnellem Geld ohne Qualitätsanspruch schielen.“

## Geschichte
Das Ehepaar Ingeborg und Frieder Berlin gründete das Label 1991 in Auenwald bei Stuttgart. Absicht war, sich auf Musiker aus Baden-Württemberg zu spezialisieren. Beginnend mit Aufnahmen von Jeanette McLeod oder Klaus Graf/Darius Merstein entstand ein Katalog von mittlerweile mehr als 60 Tonträgern. Zu den vom Label vertretenen Musikern gehören Olaf Polziehn, Gregor Hübner, Jochen Feucht, Andi Maile, Matthias Stich, Thomas Siffling, Karoline Höfler, Rainer Tempel, Peter Lehel, Ull Möck, Matthias Daneck, Werner Lener, Patrick Tombert, Patrick Manzecchi, Werner Acker, Wawau Adler, Karl Friedrich von Hohenzollern und Axel Kühn. 